# روفی دیویس
روفی دیویس (انگلیسی: Rufe Davis؛ ‏ ۲ دسامبر ۱۹۰۸ – ۱۳ دسامبر ۱۹۷۴) با نام اصلی روفوس دیویدسون بازیگر اهل ایالات متحده آمریکا بود.
از فیلم‌ها یا برنامه‌های تلویزیونی که وی در آن نقش داشته‌است، می‌توان به بعضی‌ها داغشو دوست دارن، شکوفه‌هایی در برادوی و از این طرف لطفاً اشاره کرد.